# Hesel
Hesel er en kommune og kommunefællesskab i distriktet Leer i det historiske landskab Ostfriesland i den tyske delstat Niedersachsen. Kommunefællesskaben består af seks mindre kommuner og har i alt ca 10.000 indbyggere.

## Geografi
Hesel ligger i Ostfrieslands centrale dele i det nordtyske lavland på grænsen til distriktet Aurich. Hesel ligger inden for et så kaldt gestområde, som strækker sig mellem Ostfriesland og Oldenburg. Derved er Hesel et af Ostfrieslands højest beliggende områder med et højeste punkt på 17 meter over havet. Omkring gestområderne findes der lavere beliggende moseområder, som i dag er opdyrkede.
Kommunen præges af landbrugslandskabet og det for regionen typiske voldhække. I Hesel findes også mindre skovområden, blandt andet Heseler Wald og Stikelkamp.

## Historie
Hesel har en lang historie. Der findes flere levn fra forhistorisk tid. Hesel omtales første gang år 900. I slutningen af 1100-tallet blev oprettet et kloster i området, Barthe, af Præmonstratenserordenen. Omkring år 1300 blev oprettet et Johanniterkloster i Hasselt.
I middelalderen tilhørte Hesel det frisiske landskab Moormerland. Efter den frisiske frihed kunne et lokalt høvdingestyre ikke etableres i Hesel på samme måde som det skete i resten af Ostfriesland, især efter som agerjorden i området ikke var så frugtbar. Hesel fik i stedet sin betydning gennem klostrene.
Efter, at grevskabet Ostfriesland var blevet indrettet, kom Hesel til at tilhøre Stickhausen. Under 30-årskrigen kom Mansfelds styrker til området, og godserne Barthe, Hasselt og Stikelkamp blev udplyndrede eller ødelagte.
Under den så kaldte appellkrig udplyndredes Hesel af oprørsstyrker fra Leer, og under den preussiske tid blev Hesel i 1761 en kampplads. Fra 1764 koloniseredes de indtil da øde moseområder omkring Hesel.
Under den franske tid 1810-1813 var Hesel sæde for et så kaldt Mairie, og under kongeriget Hannovers styre var Hesel sæde for en foged. I 1885 blev Hesel en del af distriktet Landkreis Leer.
I forbindelse med kommunalreformen i 1972 blev Hesel et kommunefællesskab med Hesel som forvaltningssæde.

## Kommuner, som indgår i kommunefællesskabet Hesel
- Brinkum (644 indbyggere i 2005)
- Firrel (811)
- Hesel (4.132)
- Holtland (2.225)
- Neukamperfehn (1.639)
- Schwerinsdorf (762)